# Jerzy Ustupski
Jerzy Ustupski, poljski veslač, 1. april 1911, Zakopane, † 3. oktober 2004, Zakopane.
Ustupski je za Poljsko nastopil na Poletnih olimpijskih igrah 1936 v Berlinu in tam v dvojnem dvojcu z veslaškim partnerjem Rogerjem Vereyem osvojil bronasto medaljo. 
Med drugo svetovno vojno je bil pripadnik Armie Krajowe. Med drugim je sodeloval pri Varšavski vstaji leta 1944. 